# Acanalonia ecuadoriensis
Acanalonia ecuadoriensis är en insektsart som beskrevs av Schmidt 1908. Acanalonia ecuadoriensis ingår i släktet Acanalonia och familjen Acanaloniidae. Inga underarter finns listade i Catalogue of Life.